# Acrotaenia otopappi
Acrotaenia otopappi är en tvåvingeart som beskrevs av Doane 1899. Acrotaenia otopappi ingår i släktet Acrotaenia och familjen borrflugor. Inga underarter finns listade i Catalogue of Life.